# Bethlen István (politikus)

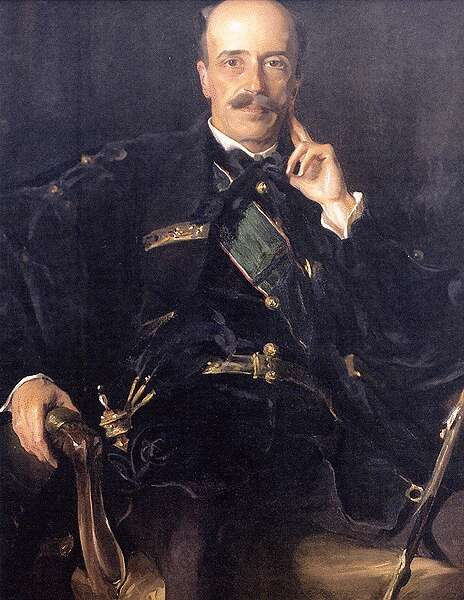
László Fülöp: Bethlen István díszmagyarban

Bethleni gróf Bethlen István (Gernyeszeg, 1874. október 8. – Moszkva, 1946. október 5.) jogász, mezőgazdász, konzervatív-liberális beállítottságú politikus, 1921-től 1931-ig Magyarország miniszterelnöke. A Horthy Miklós nevével fémjelzett keresztény-konzervatív rendszer legjelentősebb államférfija.
Dualizmuskori liberális tanítómesterei, Apponyi Albert és Andrássy Gyula szellemi örökségéhez a tekintetben mindvégig következetesen ragaszkodott, hogy a parlamentáris kormányzati forma híve volt, ellenzett mindenfajta (akár proletár-, akár nemzeti szocialista) diktatúrát és mindig föllépett az antihumánus szélsőséges irányzatok visszaszorítása érdekében.
Kortársai a trianoni békeszerződés által megsebzett országban végzett gazdasági helyreállító politikájáért „a nagy konszolidátor” jelzővel illették. A korszak kulturális és szociális reformjait is megalapozta. Méltatói "második államalapítónak" nevezték.

## Családja és származása
A magyar főnemesi, református bethleni gróf Bethlen család sarja. Édesapja bethleni gróf Bethlen István (1839–1881), édesanyja széki gróf Teleki Ilona (1849–1914) volt. Apai nagyszülei bethleni gróf Bethlen János (1792–1851), császári és királyi kamarás, kapitány, kancelláriai titkár, diétai követ és hadadi báró Wesselényi Zsuzsanna (1808–1891) voltak. Anyai nagyszülei gróf Teleki Domokos (1810–1876), a főrendiház örökös tagja, az Erdélyi Református Egyház főgondnoka, a MTA levelező, igazgató és tiszteleti tagja, országgyűlési képviselő, és széki gróf Teleki Klementina (1827–1894) voltak. Idősebb Bethlen István gróf és Teleki Ilona grófnő 1870. január 5-én, Mezősámsondon kötöttek házasságot, amelyből három gyermek, Klementina (gr. Mikes Árminné), Ilona és István született.

### Házassága és leszármazottjai
1901. június 27-én Bethlenen feleségül vette az író Bethlen Margit (Budapest, 1882. augusztus 6.–1970. június 7.) grófnőt, akinek a szülei gróf Bethlen András (1847–1898), valódi belső titkos tanácsos, országgyűlési képviselő, nagybirtokos, és foeni Mocsonyi Lívia (1847–1898) voltak. Bethlen István gróf és Bethlen Margit grófnő frigyéből három gyermek született: 
- gróf Bethlen András (Budapest, 1902. március 27.–Budapest, 1970. június 13.).[9] 1.f.: Feigelstock Magda Viola (Budapest, 1896. december 25.). 2.f.: Mészáros Eszter (Arad, 1892. január 5.–Budapest, 1955. szeptember 23.).[10] 3.f.: Hoffmann Mária Pálma (Budapest, 1900. április 8.).
- gróf Bethlen István (Budapest, 1904. március 8.–Roma, 1982. február 7.).[11] Neje: gróf Parravicini Maria Isabella (Torino, 1912. március 15.)
- gróf Bethlen Gábor (Budapest, 1906. július 8.–Rio de Janeiro, Brazília, 1981. augusztus 20.). Neje: Schmidt Edit (Budapest, 1909. február 20.–Buenos Aires, 1969. június 22.)[12]

## Fiatalkora
Ifjabb Bethlen István 1874. október 8-án született Gernyeszegen, Marosvásárhelytől északra, Maros-Torda vármegyében.
Főúri származásából fakadóan képzésére nagy hangsúlyt fektettek. Ezért is lehetett egyike a korszak széles körű és mély gazdasági, jogi és történeti ismeretekkel rendelkező, jó íráskészséggel, egyszersmind szónoki tehetséggel bíró politikusainak. Nyelvismerete is imponáló volt. Anyanyelvi szinten beszélt németül, angolul és franciául.
Előbb a bécsi Theresianumban (1883–1893) tanult, majd 1893–1896-ban a budapesti tudományegyetem jog- és államtudományi karát látogatta. 1897–1900-ban Budapesten jogász, ezután 1897–1898-ban egy évig katona volt. 1898–1900 között a Magyaróvári Magyar Királyi Gazdasági Akadémia vendéghallgatója volt, ahol mezőgazdasági oklevelet szerzett.
Már a dualizmus éveiben bekapcsolódott az országos politikába. 1898–1899-ben részt vett a megyegyűléseken, 1901-ben képviselővé választották. 1939-ig – az 1919–21-es időszakot kivéve – folyamatosan parlamenti képviselő, majd ezt követően felsőházi tag volt. 1900-tól erdélyi birtokán, Mezősámsondon gazdálkodott.

## Karrierje

### Politikai pályafutásának kezdete
1901–1903-ban szabadelvű párti, 1904–1913-ban függetlenségi párti, 1913–1918-ban alkotmánypárti képviselő volt. 1901-ben tagja lett az Országos Magyar Gazdasági Egyesületnek (OMGE) és a Magyar Gazdaszövetségnek. 1905-ben az OMGE igazgatósági tagjává, 1906-ban a szervezet közgazdasági szakosztályának alelnökévé választották. 1907-től tiszteletbeli elnöke volt a sajátos erdélyi magyar célokért küzdő Székely Társaságok Szövetségének, majd ennek megszűnése után, 1914–18-ban az Erdélyi Szövetség elnöki tisztét töltötte be. 1918 őszén bírálta a Károlyi Mihály-kormány intézkedéseit.
1918–19-ben az ellenforradalmi erők egyik fő szervezője, 1919 őszén „titkos erdélyi miniszter”.A Magyarországi Tanácsköztársaság létrejötte után Bécsben az Antibolsevista Comité (ABC) vezetője, az 1920-as évektől tagja a hivatalos politika hátterében titokban működő Etelközi Szövetségnek.

### Miniszterelnökként

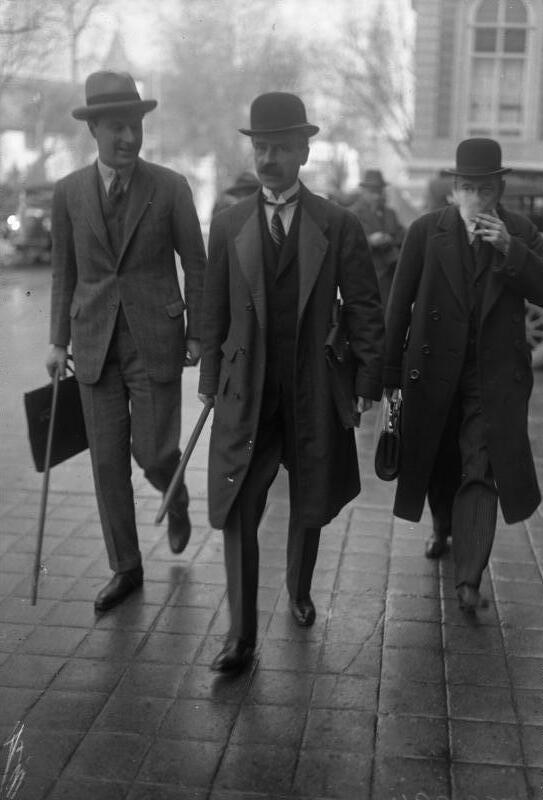
Bethlen (középen) és a magyar delegáció néhány tagja 1926 márciusában Genfben, Németország felvételekor a Nemzetek Szövetségébe

#### A „bethleni konszolidáció” Magyarországon (1921–1931)
1920-ban a trianoni békeszerződést előkészítő párizsi békekongresszus magyar delegációjának tagja volt. A Horthy-korszakban tíz éven keresztül, (1921. április 14. – 1931. augusztus 24.) Magyarország miniszterelnöke. Saját kormányában, 1921. október 4-étől december 3-áig pénzügyminiszter, 1924. február 21-étől március 13-áig, majd 1929. január 8-ától február 4-éig igazságügyminiszter, 1924. október 7-étől november 15-éig külügyminiszter, 1924. október 14-étől november 15-éig pedig földművelésügyi miniszter is volt.
Miniszterelnöksége idején egy olyan hatalmi struktúrát kezdett meg kiépíteni, amelyet a parlamentáris, önkormányzati és tekintélyuralmi vonások ötvöződéseként lehet a leginkább jellemezni.
Keresztény–nemzetinek nevezett kormányzata támogatta és stabilizálta a Horthy-rendszert. 1921 októberében legitimista érzelmei dacára a budaörsi csatában meghiúsította IV. Károly király második visszatérését, majd keresztülvitte a Habsburgok trónfosztását. A szerb megszállás alatt állt Délvidék visszatértével és a soproni népszavazás révén sikerült csökkentenie a területi veszteségeket. A Bethlen–Peyer-paktummal kiegyezett a szociáldemokrata párttal, amely így „kevésbé ellenséges” ellenzékként nem szervezkedett a földművesek, közalkalmazottak és vasutasok között, Bethlen cserébe biztosította a párt szabad működését és parlamenti képviseletét.
Az 1922-es választások megnyeréséhez eredetileg saját addigi pártjából, a KNEP-ből (Keresztény Nemzeti Egyesülés Párt) akart kiindulni, ám annak meggyengülése miatt, illetve, mivel a második királypuccs, és a trónfosztás miatt megromlott viszonya a párt legitimistáival, ezért híveivel együtt belépett a Nagyatádi Szabó István vezette kisgazdákhoz, akikkel 1922. február 2-án megalapították az Egységes Pártot, és megnyerték a választásokat. Az Egységes Pártot 1932-ben Gömbös Gyula átszervezte és átnevezte Nemzeti Egység Pártjának (NEP). Később, az 1920-as években a Bethlen-kormány több ízben kényszerült a legitimisták kritikáival megküzdeni, akik páran erős hangjukat éreztették az Országgyűlésben. Az Egységes Pártban az eredetileg valódi paraszti érdekeket képviselő kisgazda képviselőket és népszerű vezetőjüket, Nagyatádi Szabót háttérbe szorította, és a nagybirtokosi, konzervatív érdekek irányába vitte a párt politikáját.
Miniszterelnöki működésének egyik legkevésbé progresszív intézkedéseként 1922-ben rendeleti úton leszűkítette a választójogot, és a nagyobb városok kivételével visszaállította a nyílt szavazást. Ezzel kényelmes parlamenti többséget biztosított a kormányzó párt számára. 1923-ra kiszorította pártjából a Gömbös Gyula-féle nemzeti és szociális irányzatú politikusokat.

#### Belpolitikája
Politikája sokat tett a gazdasági stabilitásért. Bethlen külpolitikájának köszönhetően 1922. szeptember 18-án Magyarországot felvették a Népszövetségbe. Folyományaként 1924-ben a kormány 250 millió magyar korona kölcsönhöz jutott és létrehozta a Nemzeti Bankot. Rendezte állam veszteségeit, 1927-ben bevezette a magyar pengőt, és új vámrendszert dolgozott ki. Helyzete 1926-ban megingott a frankhamisítási botrány miatt; felajánlotta, de Horthy nem fogadta el lemondását.
Kormánya ezután egy új kultur- és szociális politikába kezdett, kötelező nyugdíj- és betegbiztosítást vezetett be, a népiskolai hálózat és a közegészségügy fejlesztéséhez látott. 1928-ban keresztülvitte a zsidók egyetemi felvételét limitáló 1920-as numerus clausus törvény enyhítését.
A földreform kérdésében a nagybirtokos réteg álláspontját képviselve ellenezte a szélesebb földreformot. A magántulajdon szentségére hivatkozva elutasította a nagybirtokosoktól történő földkisajátítással történő komolyabb megoldások gondolatát (Nagyatádi-féle földreform), így a parasztság földéhségének csak más módon történő, korlátozott mértékű kielégítését patronálta. Kampánybeszédeiben támogatta, a gyakorlatban azonban minden módon akadályozta a földnélküli parasztságot a nagybirtokokból történő kisajátítással földhöz juttatni kívánó Nagyatádi-féle földreform végrehajtását.
Részt vett a nagybirtokos lobbi által kirobbantott Eskütt-féle panama Nagyatádi lejáratására való felhasználásában, a törvény végrehajtásának lassításában. Mindezekkel hozzájárult a nagybirtokrendszer érdemi átalakítás nélküli megőrzéséhez, a kisparasztság demokratikus földhöz juttatásának elmaradásához.
Az oktatási, kutatási és kulturális közintézmények megreformálásában és fejlesztésében nagy segítségére volt kultuszminisztere, gróf dr. Klebelsberg Kuno.
Feltétlenül említést érdemel a szociálpolitikai reformok sorában a társadalombiztosítás újjászervezése. A kötelező betegségi és baleseti biztosításban részesülők körét 1927-ben kiterjesztették, egyúttal növelték a biztosítottak szociális kedvezményeit. Egy évvel később, 1928-ban bevezették a kötelező öregségi, rokkantsági, özvegységi és árvasági biztosítást. (Ezek elsősorban a különböző városi munkásrétegekre terjedtek ki, a mezőgazdaságban dolgozókra azonban nem.)
A lakásügy és a közegészségügy területén is figyelemreméltó előrehaladás történt, amit az újonnan épült lakóházak számára, a százezer lakosra jutó orvosok számára vonatkozó, valamint a csecsemőhalandóságot felmérő statisztikai adatok is alátámasztanak.

#### Külpolitikája
Külpolitikája Trianon revíziójára, valamint a német és orosz befolyás minimalizálására irányult, de gazdasági okokból célszerűnek tartotta a kapcsolatok fejlesztését a Szovjetunióval is. Tervei szerint népszavazás nélkül kell visszakapni a határ menti magyarlakta területeket, autonómiát kell adni a ruszinoknak és szlovákoknak, akik dönthetnek hovatartozásukról, autonómiát akart Erdélyben a népek egyenjogúsága alapján, és népszavazást javasolt a Délvidéken, ahol a magyarság kisebbségben volt.
Együttműködési tervei a kisantant létrejötte miatt meghiúsultak, ezután az Egyesült Királyságra és főleg Olaszországra próbált támaszkodni.
1927-ben magyar–olasz barátsági szerződést kötött, majd közeledett Németországhoz is. A nagy gazdasági világválság hatásait megpróbálta lecsökkenteni, hiteleket vett fel, de megszorító intézkedésekre kényszerült.

### Politikai tanácsadóként
1931 augusztusában lemondott, de a politikában a kormánypárt vezetőjeként, később Horthy tanácsadójaként jelentős szerepe volt. A háttérből amolyan "szürke eminenciás"-ként irányított, s várta, hogy újra eljöjjön az ő ideje: ismét visszatérhessen a hatalomba.
1935-ben Gömbös Gyulával a német-politika kérdésében támadt ellentétei miatt kilépett az Egységes Pártból. Külföldön előadókörutakat tartott a magyar ügyről. 1939-ben a felsőház örökös tagja lett.
A részleges revíziót hozó bécsi döntések után tovább ellenezte az egyoldalú német orientációt, a kapcsolatok megszakítását az angolszász országokkal. Hibának tartotta a belépést a második világháborúba, elítélte a zsidótörvényeket. 1943–44-ben a háborúból való kiugrást támogatta, s angolszász irányú különbéke-tapogatózásokat szervezett.

### Fogsága és halála
1944. március 19-e után, azaz a német megszállás idején illegalitásba vonult, bujkálása idején kétszer szenvedett agyvérzést. Decemberben, amikor a szovjetek elfogták, felajánlotta nekik együttműködését, de ennek ellenére házi őrizetben tartották, majd 1945. áprilisban a Szovjetunióba vitték, nehogy megkísérelje a kommunistaellenes erők összefogását.
Moszkvában, a Butirszkaja börtön kórházában halt meg szívbénulásban, 1946. október 5-én, három nappal 72. születésnapja előtt.
Halálát és annak körülményeit az oroszok sokáig titokban tartották. (Felesége, Bethlen Margit 1944 decemberétől semmi bizonyosat nem tudott férje sorsáról és hollétéről. 1946. március 7-én magától Sztálintól kért felvilágosítást, ám levelére nem kapott választ. A reményt azonban, hogy férjét megtalálja, nem adta föl. 1946. december 12-én egy személyes hangvételű, aggódó levelet írt neki, amelyben hitvesi szeretetéről biztosította, és beszámolt arról, hogy mióta kényszerűen elváltak, kivel mi történt a családban. A levél megírásának pillanatában Bethlen István már több mint két hónapja halott volt.)
A magyarországi rendszerváltás (1989), illetőleg a Szovjetunió felbomlása (1991) után nyílt csak arra valós esély, hogy Bethlen haláláról/sírjáról hiteles információkat lehessen nyerni. 1993-ban kerültek elő erre vonatkozó dokumentumok.
1994 júniusa óta jelképes hamvai hazai földben nyugszanak a Kerepesi temetőben.

## Politikai krédója
„Korlátok közé kell szorítani a pártok gyilkos harcát és elsősorban az osztályharcot, amely ahelyett, hogy a hasznos elemeket juttatná felszínre, a nép, elsősorban az alsóbb néposztályok lelkében megsemmisítéssel fenyegeti a még meglévő erkölcsi értékeket."

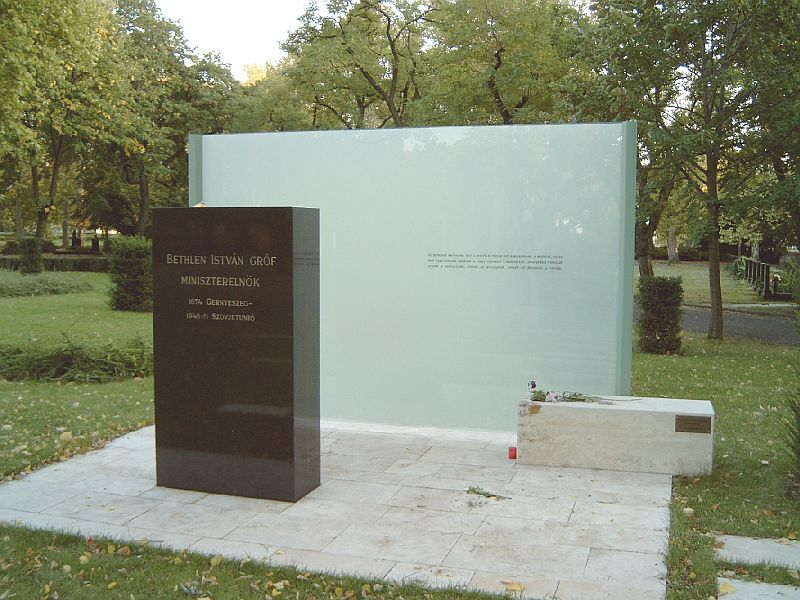
Bethlen István emléksírja Budapesten. (Szimbolikus síremlék, urnájában a moszkvai Donszkoj-kolostor temetőjéből hozott földdel). Fiumei úti sírkert: 12/2-közép

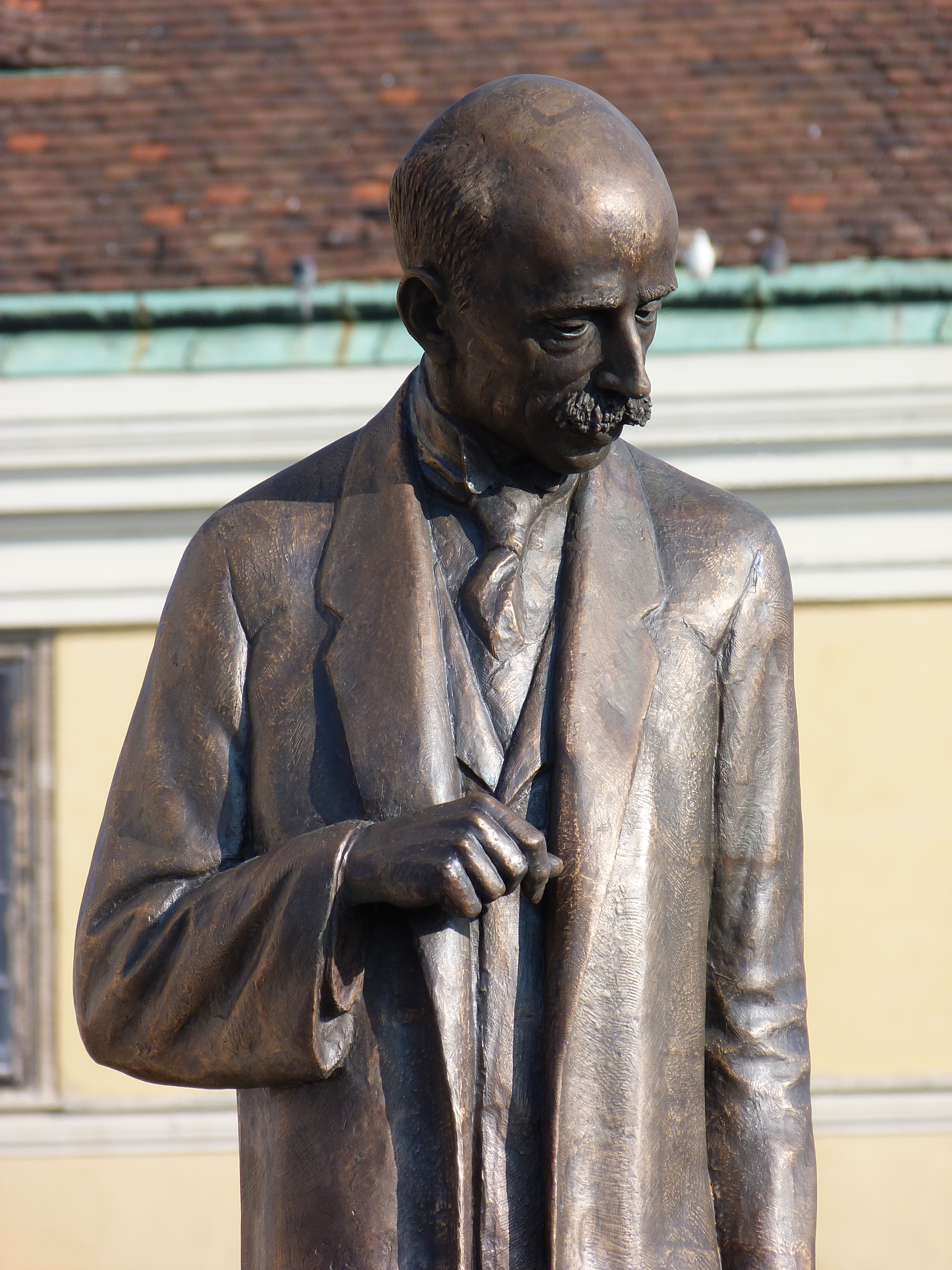
Budapesten, a budai Várnegyedben lévő bronzszobora (Stremeny Géza alkotása)

## Díjai, elismerései
- Hódmezővásárhely díszpolgára (1921)
- Esztergom díszpolgára (1926)
- Makó díszpolgára (1926)[20]
- Újkígyós díszpolgára (1927)[21]
- Kaposvár díszpolgára (1931)
- Nagykanizsa díszpolgára (2012)

## Emlékezete
Budapesten, a budai Várban és Nagykanizsán is szobrot emeltek tiszteletére.
Hódmezővásárhelyen utcát neveztek el róla.
2013. október 4-én az Országház felsőházi terme adott otthont a Magyar Tudományos Akadémia Bölcsészettudományi Kutatóközpont Történettudományi Intézete szakmai szervezésében megvalósult, Gróf Bethlen István és kora című konferenciának, melyen neves történész-szakértők több oldalról is megvilágították a konzervatív-liberális politikus életét és munkásságát.
A főelőadó Romsics Ignác részletesen ismertette Bethlen István különböző pályaszakaszait, de leginkább a miniszterelnökként végzett munkájára fókuszált. Kiemelte, hogy kormányfősége idején jelentős előrelépés történt a közegészségügyben, az orvosok száma csaknem megkétszereződött és a csecsemőhalandóság is csökkent. Komoly eredmény volt az is, hogy a népiskolai hálózat kiépítésének köszönhetően tíz százalék alá csökkent az analfabetizmus. Romsics összegzésképpen a Bethlen által megvalósított rendszer egészét autoriter polgári parlamentarizmusnak minősítette, s úgy vélekedett, hogy a Bethlenről levonható mérleg inkább pozitív, helye van neki a magyar emlékezetkultúrában.
Gyurgyák János, az Osiris Kiadó főszerkesztője Viták kereszttüzében: pro és kontra Bethlenről című, historiogriáfiai jellegű előadásában pedig sorra vette, hogy a különböző történelmi korszakokban mi volt az utókor véleménye Bethlenről, majd előadása végén a saját álláspontját is ismertette: „Sem az apologetikus irodalom, sem Bethlen kígyó- és rókatermészetű politikustársainak írásai és visszaemlékezései, sem Szabó Dezső prófétai hevülete és ömlengései, sem a népiek alig leplezett utálata, sem a hazai szociáldemokraták és a liberálisok sok vonatkozásban méltánylandó kritikája, sem a polgári radikálisok igazságai és mérgezett nyilai nem tudtak megrendíteni abban a hitemben, hogy gróf Bethlen István volt – mindmáig – az utolsó magyar államférfi, egy nagy magyar politikusi osztály utolsó jelentékeny képviselője, aki bár nem emelkedett, vagy talán a kor viszonyai miatt nem is emelkedhetett Deák Ferenc-i vagy Széchenyi István-i magasságokba, mégis megérdemli tiszteletünket.”

## Főbb művei
- Az oláhok birtokvásárlásai Magyarországon az utolsó 5 évben; Pátria Ny., Bp., 1912
- A magyar birtokpolitika feladatai Erdélyben; Pátria, Bp., 1913
- Nemzetvédelem és államépítés. Hiteles adatok a kommunisták aknamunkájáról; Mob Könyvny., Bp., 1921 (Magyar nemzeti munkáskönyvtár)
- Magyarország az új Európában (1925)
- Gróf Bethlen István beszédei és írásai, 1–2.; Genius, Bp., 1933
- Bethlen István angliai előadásai; Genius, Bp., 1933
- Gróf Apponyi Albert emlékezete; Akadémia, Bp., 1934 (A Magyar Tudományos Akadémia elhunyt tagjai fölött tartott emlékbeszédek)
- Bethlen István titkos iratai; sajtó alá rend., bev., jegyz. Szinai Miklós és Szücs László; Kossuth, Bp., 1972
- Bethlen István emlékirata, 1944; sajtó alá rend., jegyz. Romsics Ignác, bev. Bolza Ilona, Romsics Ignác; Zrínyi, Bp., 1988
- Válogatott politikai írások és beszédek; szerk., utószó Romsics Ignác, jegyz. György Béla; Osiris, Bp., 2000 (Millenniumi magyar történelem. Politikai gondolkodók)
- Bethlen István angliai előadásai; sajtó alá rend., jegyz. Turbucz Péter, utószó Gulyás László; Attraktor, Máriabesnyő, 2017 (Fiat iustitia)
- Bethlen István: Hogy bánt el a trianoni szerződés a Duna-medence kis népeivel? Az erdélyi kérdés / Haiczl Kálmán: Húsz év előtt; Trianon Múzeum, Várpalota, 2020 (Trianon kiskönyvtár)

## Származása
| bethleni gróf Bethlen István (Gernyeszeg, 1874. október 8. – Moszkva, 1946. október 5.) jogász, mezőgazdász, konzervatív-liberális beállítottságú politikus. | Apja: bethleni gróf Bethlen István (Kolozsvár, 1839. március 8.–Bécs, 1881. október 28.) nagybirtokos | Apai nagyapja: bethleni gróf Bethlen János (Pest, 1792. február 9. – Pest, 1851. március 17.) császári és királyi kamarás, cs. és kir. kapitány, kancelláriai titkár, diétai követ, nagybirtokos                                            | Apai nagyapai dédapja: bethleni gróf Bethlen Sámuel (1762–Apanagyfalu, 1810. november) nagybirtokos (Szülei: gróf Bethlen Elek, és gróf cegei Wass Julianna) |
| bethleni gróf Bethlen István (Gernyeszeg, 1874. október 8. – Moszkva, 1946. október 5.) jogász, mezőgazdász, konzervatív-liberális beállítottságú politikus. | Apja: bethleni gróf Bethlen István (Kolozsvár, 1839. március 8.–Bécs, 1881. október 28.) nagybirtokos | Apai nagyapja: bethleni gróf Bethlen János (Pest, 1792. február 9. – Pest, 1851. március 17.) császári és királyi kamarás, cs. és kir. kapitány, kancelláriai titkár, diétai követ, nagybirtokos                                            | Apai nagyapai dédanyja: fricsi Fekete Klára (Szülei: fricsi Fekete Lajos valamint nagyváradi és teleki Horváth Ágnes) |
| bethleni gróf Bethlen István (Gernyeszeg, 1874. október 8. – Moszkva, 1946. október 5.) jogász, mezőgazdász, konzervatív-liberális beállítottságú politikus. | Apja: bethleni gróf Bethlen István (Kolozsvár, 1839. március 8.–Bécs, 1881. október 28.) nagybirtokos | Apai nagyanyja: hadadi báró Wesselényi Zsuzsanna (Kolozsvár, 1808. március 19.– Vajdakamarás, 1891. október 6.) | Apai nagyanyai dédapja: hadadi báró Wesselényi István (1770. április 5.–Drág, 1840. április 8.) cs. kir. kamarás, nagybirtokos (Szülei: báró Wesselényi Farkas, Közép-Szolnok főispánja, nagybirtokos és bethleni gróf Bethlen Julianna) |
| bethleni gróf Bethlen István (Gernyeszeg, 1874. október 8. – Moszkva, 1946. október 5.) jogász, mezőgazdász, konzervatív-liberális beállítottságú politikus. | Apja: bethleni gróf Bethlen István (Kolozsvár, 1839. március 8.–Bécs, 1881. október 28.) nagybirtokos | Apai nagyanyja: hadadi báró Wesselényi Zsuzsanna (Kolozsvár, 1808. március 19.– Vajdakamarás, 1891. október 6.) | Apai nagyanyai dédanyja: magyargyerőmonostori báró Kemény Rozália (1783.–Drág, 1861. május 31.) (Szülei: báró Kemény Simon és gróf cegei Wass Katalin) |
| bethleni gróf Bethlen István (Gernyeszeg, 1874. október 8. – Moszkva, 1946. október 5.) jogász, mezőgazdász, konzervatív-liberális beállítottságú politikus. | Anyja: széki gróf Teleki Ilona (Gyömrő, 1849. július 26. – Kolozsvár, 1914. december 3.),             | Anyai nagyapja: széki gróf Teleki Domokos (Marosvásárhely, 1810. április 1. – Kolozsvár, 1876. május 1.), a főrendiház örökös tagja, az Erdélyi Református Egyház főgondnoka, a MTA vezetőségi tagja, országgyűlési képviselő, nagybirtokos | Anyai nagyapai dédapja: széki gróf Teleki József (Szirák, 1777. december 25. – Kolozsvár, 1817. április 7.) cs. kir. kamarás, v. b. t. t., az erdélyi kir. tábla ülnöke, főkormányszéki tanácsos, a kolozsvári ref. kollégium gondnoka, nagybirtokos (Szülei: gróf Teleki József, koronaőr, ugocsai főispán, nagybirtokos és királyfalvi Róth Johanna) |
| bethleni gróf Bethlen István (Gernyeszeg, 1874. október 8. – Moszkva, 1946. október 5.) jogász, mezőgazdász, konzervatív-liberális beállítottságú politikus. | Anyja: széki gróf Teleki Ilona (Gyömrő, 1849. július 26. – Kolozsvár, 1914. december 3.),             | Anyai nagyapja: széki gróf Teleki Domokos (Marosvásárhely, 1810. április 1. – Kolozsvár, 1876. május 1.), a főrendiház örökös tagja, az Erdélyi Református Egyház főgondnoka, a MTA vezetőségi tagja, országgyűlési képviselő, nagybirtokos | Anyai nagyapai dédanyja: széki gróf Teleki Zsófia (1784. december 4. –†Gernyeszeg, 1844. augusztus 10.) (Szülei: gróf Teleki Lajos, nagybirtokos valamint nagyszalontai és feketebátori Tholdy Sára) |
| bethleni gróf Bethlen István (Gernyeszeg, 1874. október 8. – Moszkva, 1946. október 5.) jogász, mezőgazdász, konzervatív-liberális beállítottságú politikus. | Anyja: széki gróf Teleki Ilona (Gyömrő, 1849. július 26. – Kolozsvár, 1914. december 3.),             | Anyai nagyanyja: széki gróf Teleki Klementina (1827. március 9. –†Kolozsvár, 1894. április 18.) | Anyai nagyanyai dédapja:széki gróf Teleki Sámuel (Kolozsvár, 1792. november 7. –†Pest, 1857. február 19.) cs. kir. kamarás, a Duna-melléki Református Egyházkerület főgondnoka, nagybirtokos (Szülei: gróf Teleki László, cs. és ki. kamarás, főispán, országgyűlési követ és gróf Teleki Mária)                                                       |
| bethleni gróf Bethlen István (Gernyeszeg, 1874. október 8. – Moszkva, 1946. október 5.) jogász, mezőgazdász, konzervatív-liberális beállítottságú politikus. | Anyja: széki gróf Teleki Ilona (Gyömrő, 1849. július 26. – Kolozsvár, 1914. december 3.),             | Anyai nagyanyja: széki gróf Teleki Klementina (1827. március 9. –†Kolozsvár, 1894. április 18.) | Anyai nagyanyai dédanyja: királyfiai báró Jeszenák Lujza (1803. –†Graz, 1870. április 20.) (Szülei: báró Jeszenák János és csataji Tuczentaller Johanna) |